# RC5
RC5는 암호학에서 단순성으로 유명한 대칭 키 블록 암호이다. 1994년 로널드 리베스트가 설계한 RC는 "Rivest Cipher" 또는 "Ron's Code"를 의미한다(RC2와 RC4 비교). AES(고급 암호화 표준) 후보 RC6은 RC5를 기반으로 했다.

## 설명
많은 스킴(scheme)과 달리 RC5에는 가변 블록 크기(32, 64 또는 128비트), 키 크기(0~2040비트) 및 라운드 수(0~255)가 있다. 원래 제안된 매개변수 선택은 64비트의 블록 크기, 128비트 키 및 12라운드였다.
RC5의 주요 기능은 데이터 종속 회전을 사용하는 것이다. RC5의 목표 중 하나는 암호화 기본 요소와 같은 작업에 대한 연구와 평가를 촉진하는 것이었다. RC5는 또한 다양한 모듈러 추가 기능과 eXclusive OR(XOR)로 구성된다. 알고리즘의 일반적인 구조는 RC2와 유사한 파이스텔과 유사한 네트워크이다. 암호화 및 암호 해독 루틴은 몇 줄의 코드로 지정할 수 있다. 그러나 키 스케줄은 더 복잡하여 e와 황금비의 이진 확장을 사용하여 본질적으로 일방향함수를 사용하여 키를 확장한다. 데이터 종속 회전의 참신함과 함께 알고리즘의 감미로운 단순성은 RC5를 암호 분석가에게 매력적인 연구 대상으로 만들었다. RC5는 기본적으로 RC5-w/r/b로 표시된다. 여기서 w=워드 크기(비트), r=라운드 수, b=키의 바이트 수이다.